# La vida breve
A La vida breve (Rövid élet) Manuel de Falla operája, Carlos Fernandez Shaw szövegére. Bemutató: Nizza, 1913. ápr. 1.

## Szereplők
- Salud, cigánylány (szoprán)
- Nagymama (mezzoszoprán)
- Carmela (mezzoszoprán)
- Paco (tenor)
- Salvaor, Salud nagybátyja (basszus)
- Manuel (bariton)
- Az énekes (bariton)

## Történet
Az események a  19. században, Granadában játszódnak. Salud, szép cigánylány szerelmesét, Pacót várja. Balsejtelmek kíozzák, nagyanyja alig tudja megnyugtatni. Végre megérkezik Paco és most is, mint a múltban, szerelmesen becézi a leányt. Salvaor, Salud nagybátyja elmondja bizalmasan a nagymamának, hogy paco kettős játékot játszik. Szerelemben él Saluddal, közben jegyben jár egy dúsgazdag leánnyal, akit holnap oltár elé vezet.
Carmeláék ablakai tárva-nyitva: a granadai utcáról kényelmesen belátni a gazdag házába, hol Paco és Carmela esküvőjét ünneplik. A hírt nem lehet véka alá rejteni, Saludnak is tudomására jut az esküvő. Rohan egyenesen Carmeláék háza elé. Egyetlen pillantás elég és már látja, hogy a hír igazat mondott:Paco ott feszít az asztalfőn, mellette ifjú felesége. A nagymama és Salvaor nem tudja visszatartani az őrjöngő leányt. Beront a házba, kezében kés, gyilkolni akar. A férfi még e rettenetes szituációban is tagadni próbál. Saludból egyszerre tovaszáll a bosszúvágy. Szíve beleszakad a rettenetes csalódásba. Holtan terül el hűtlen szerelmese lába előtt.